# Abraxas inframaculata
Abraxas inframaculata är en fjärilsart som beskrevs av Stovin 1939. Abraxas inframaculata ingår i släktet Abraxas och familjen mätare. Inga underarter finns listade i Catalogue of Life.